# Sijpekerk
De Sijpekerk is een 15e-eeuwse in Nieuw-Loosdrecht. Het is het oudst overgebleven gebouw van Loosdrecht. De kerk van Oud-Loosdrecht werd namelijk in 1842 afgebroken.

## Geschiedenis
In 1332 werd Loosdrecht een zelfstandige parochie genoemd. De pastoor aldaar bediende ook een kleine kapel in de aangrenzende buurtschap Sijp. In 1400 gaf de bisschop van Utrecht Frederik van Blankenheim gehoor aan de pastoor Wouter van Mijnden om Sijp te splitsen van deze parochie. Een belangrijk reden voor deze splitsing was dat de parochie in de winter moeilijk bereikbaar was vanaf Sijp en vice versa. De kapel werd tot zelfstandige parochiekerk verheven en onder bescherming van apostel Paulus en de heiligen Antonius de Belijder en Paus Cornelius gesteld. Vanaf dat moment sprak men van de nieuwe en oude kerk te Loosdrecht. In volksmond werd de kerk de Zijpschekerk genoemd en heeft het nooit de namen van één van de drie heiligen gedragen.
De uitbouw van de kapel tot pseudobasiliek vond in de eerste helft van de 15e eeuw plaats. Het vermoeden bestaat dat het huidige koor aan de oostkant van de kerk die kapel was. De huidige kerktoren werd pas in de tweede helft van de 15e eeuw gebouwd. De toren is een typische Utrechtse dorptoren, geïnspireerd door de Dom van Utrecht. De toren is ruim 47 meter hoog.
In het rampjaar 1672 werden de dorpen Oud- en Nieuw-Loosdrecht door de Fransen bezet. De grote klok van de Sijpekerk werd geroofd en kapotgeslagen. Restanten van deze klok werden in 1674 teruggevonden. Na de oorlog werd uit deze brokstukken een nieuwe (doch kleinere) klok gegoten met het opschrift:

'K WYERD VAN 6000 PONT DOOR 'T FRANS GEBOEFT TOT GRVYS;

'K WEECH 1700 NU EN DYEN OPNYEVW GODES HVYS. YAN

ADRYAENS OVDENSTEYN ENDE YAN GERRYTS ROEYC, KERCK

MESTERS YNDERTYT, ANNO 1675

In 1769 werd een tweede kleinere klok aangebracht. De klok was vervaardigd door de bekende Amsterdamse bronsgieter Pieter Seest.
De Sijpekerk is meermaals door bliksem getroffen; vlak na 1900 sloeg bliksem twee gaten in de muren en op 7 mei 1910 stond de spits in brand. Ook in 1911 en 1912 werd de kerk getroffen.
Tijdens de Tweede Wereldoorlog is de toren gebruikt als standplaats voor Duits luchtafweergeschut. De klokken werden geroofd en naar een klokkengieterij te Heiligerlee gebracht. De kleine klok werd omgesmolten voor de wapenindustrie, maar de grote klok werd na de oorlog teruggevonden.
De kerk onderging in 1962 een grote restauratie en werd vervolgens heringedeeld. De kleine klok die in de oorlog verloren was gegaan, werd het jaar daarop vervangen en op 30 augustus 1973 geplaatst. Die draagt het volgende opschrift:

TWEEMAAL GING IK REEDS VERLOREN, MAAR UIT GLOEIEND

BRONS GEBOREN, KLINKT MIJN STEM VOOR 'T EERST WEER

KLAAR, IN JULIANA'S ZILV'REN JAAR, 1673 - 1973

### Lijst van pastoors en predikanten
- 1557: Johannes Petri van Brugge
- 1653-1684: Ds. Heimans
- 2022: Ds. F.A.J. (Frank) Heikoop

## Rijksmonument
De kerk is een rijksmonument. De Rijksdienst voor het Cultureel Erfgoed geeft de volgende beschrijving van het monument:

Ned. Herv. Kerk. Driebeukige kerk, 15e eeuw, met toren. Inwendig hout overwelfd. Inventaris. Klokkenstoel met klok van anonieme gieter, 1675, diam. 118,2 cm. Twee-klaviers mechanisch orgel met 19 registers, gemaakt door de firma Gebr. Franssen in 1889 voor de Gereformeerde Stationsstraatkerk te Zaandam en geplaatst in een bestaande orgelkas, vermoedelijk rond 1845 eveneens gemaakt door de firma Franssen. Het instrument werd in 2009 aangekocht, gerestaureerd en geplaatst in Nieuw-Loosdrecht.

## Naamsverklaring
De oudste vermelding van Sijp (of Zijp) stamt uit 1298, waarin wordt gesproken over een akker, gelegen in Zijp, die toebehoorde aan ‘Aloudus van Loesdrecht’. In 1300 wordt gesproken van goederen gelegen in de 'villa Ter Sipe'. Zijp of Sipe betekende in het Middelnederlands ‘waterweg’ en met een ‘villa’ werd vanouds een soort grote boerenhoeve bedoeld waar verschillende gezinnen woonden en werkten.
In de volksmond werd veelvuldig gewoon de Sijp (of Zijp) gebezigd. De Nieuw-Loosdrechtse Sijpekerk wordt ten onrechte vaak geschreven als Sypekerk en daardoor foutief uitgesproken als ‘Siepekerk’